# Episodi di Viaggio in fondo al mare (quarta stagione)
La quarta stagione della serie televisiva Viaggio in fondo al mare è andata in onda negli Stati Uniti dal 18 settembre 1966 al 31 marzo 1968 sulla ABC.
| nº | Titolo originale         | Prima TV USA      | Titolo italiano | Prima TV Italia |
| -- | ------------------------ | ----------------- | --------------- | --------------- |
| 1  | Fires of Death           | 17 settembre 1967 |                 |                 |
| 2  | The Deadly Dolls         | 1º ottobre 1967   |                 |                 |
| 3  | Cave of the Dead         | 8 ottobre 1967    |                 |                 |
| 4  | Journey with Fear        | 15 ottobre 1967   |                 |                 |
| 5  | Sealed Orders            | 22 ottobre 1967   |                 |                 |
| 6  | Man of Many Faces        | 29 ottobre 1967   |                 |                 |
| 7  | Fatal Cargo              | 5 novembre 1967   |                 |                 |
| 8  | Time Lock                | 12 novembre 1967  |                 |                 |
| 9  | Rescue                   | 19 novembre 1967  |                 |                 |
| 10 | Terror                   | 26 novembre 1967  |                 |                 |
| 11 | A Time to Die            | 3 dicembre 1967   |                 |                 |
| 12 | Blow Up                  | 10 dicembre 1967  |                 |                 |
| 13 | Deadly Amphibians        | 17 dicembre 1967  |                 |                 |
| 14 | The Return of Blackbeard | 31 dicembre 1967  |                 |                 |
| 15 | Terrible Leprechaun      | 7 gennaio 1968    |                 |                 |
| 16 | The Lobster Man          | 21 gennaio 1968   |                 |                 |
| 17 | Nightmare                | 28 gennaio 1968   |                 |                 |
| 18 | The Abominable Snowman   | 4 febbraio 1968   |                 |                 |
| 19 | Secret of the Deep       | 11 febbraio 1968  |                 |                 |
| 20 | Man-Beast                | 18 febbraio 1968  |                 |                 |
| 21 | Savage Jungle            | 25 febbraio 1968  |                 |                 |
| 22 | Flaming Ice              | 3 marzo 1968      |                 |                 |
| 23 | Attack!                  | 10 marzo 1968     |                 |                 |
| 24 | Edge of Doom             | 17 marzo 1968     |                 |                 |
| 25 | The Death Clock          | 24 marzo 1968     |                 |                 |
| 26 | No Way Back              | 31 marzo 1968     |                 |                 |

## Fires of Death
- Prima televisiva: 17 settembre 1967

### Trama
- Guest star: Victor Jory (dottor Turner), Joe E. Tata (Frank Brent)

## The Deadly Dolls
- Prima televisiva: 1º ottobre 1967

### Trama
- Guest star: Vincent Price (professore Multiple), Ted Jordan (Burns), Marco López (membro dell'equipaggio)

## Cave of the Dead
- Prima televisiva: 8 ottobre 1967

### Trama
- Guest star: Warren Stevens (comandante Van Wyck), Richard Bull (dottore), Bart La Rue (pirata , voce)

## Journey with Fear
- Prima televisiva: 15 ottobre 1967

### Trama
- Guest star: Gene Dynarski (Centaur I), Jim Gosa (Centaur II), Eric Matthews (maggiore Wilson)

## Sealed Orders
- Prima televisiva: 22 ottobre 1967

### Trama
- Guest star: Jackie Basehart (membro dell'equipaggio), Ron Stein (membro dell'equipaggio)

## Man of Many Faces
- Prima televisiva: 29 ottobre 1967

### Trama
- Guest star: Bradd Arnold (Page), Howard Culver (reporter), Jock Gaynor (dottor Randolph Mason), Richard Bull (dottore)

## Fatal Cargo
- Prima televisiva: 5 novembre 1967

### Trama
- Guest star: Woodrow Parfrey (Leo Brock), Jon Lormer (dottor Pierre Blanchard), Janos Prohaska (Gorilla)

## Time Lock
- Prima televisiva: 12 novembre 1967

### Trama
- Guest star: John Crawford (Alpha), Charles Horvath (Zombie)

## Rescue
- Prima televisiva: 19 novembre 1967

### Trama
- Guest star: Don Dubbins (C.P.O. Beach), Marco López (membro dell'equipaggio)

## Terror
- Prima televisiva: 26 novembre 1967

### Trama
- Guest star: Thom Brann (membro dell'equipaggio), Patrick Culliton (Dunlap), Damian O'Flynn (dottor Thompson), Brent Davis (membro dell'equipaggio)

## A Time to Die
- Prima televisiva: 3 dicembre 1967

### Trama
- Guest star: Henry Jones (Mr. Pem), Ron Stein (Ron)

## Blow Up
- Prima televisiva: 10 dicembre 1967

### Trama
- Guest star: Richard Bull (dottore)

## Deadly Amphibians
- Prima televisiva: 17 dicembre 1967

### Trama
- Guest star: Don Matheson (Proto), Patrick Culliton (guardia), Joe E. Tata (portaferiti)

## The Return of Blackbeard
- Prima televisiva: 31 dicembre 1967

### Trama
- Guest star: Malachi Throne (Barbanera il pirata), Marco López (membro dell'equipaggio)

## Terrible Leprechaun
- Prima televisiva: 7 gennaio 1968

### Trama
- Guest star: Patrick Culliton (portaferiti), Ralph Garrett (Somers), Walter Burke (Leprechaun Mickey Moore O'Shaughnessy / Leprechaun Patrick Moore O'Shaughnessy), Seymour Cassel (Jensen)

## The Lobster Man
- Prima televisiva: 21 gennaio 1968

### Trama
- Guest star: Victor Lundin (Alien), Marco López (membro dell'equipaggio)

## Nightmare
- Prima televisiva: 28 gennaio 1968

### Trama
- Guest star: Paul Mantee (Jim Bentley)

## The Abominable Snowman
- Prima televisiva: 4 febbraio 1968

### Trama
- Guest star: Richard Bull (dottore), Frank Babich (portaferiti), Dusty Cadis (Rayburn), Bruce Mars (guardia), Bart La Rue (Paulsen, voce)

## Secret of the Deep
- Prima televisiva: 11 febbraio 1968

### Trama
- Guest star: Peter Mark Richman (John Hendrix)

## Man-Beast
- Prima televisiva: 18 febbraio 1968

### Trama
- Guest star: Lawrence Montaigne (dottor Braddock), Richard Bull (dottore)

## Savage Jungle
- Prima televisiva: 25 febbraio 1968

### Trama
- Guest star: Perry Lopez (Keeler), Patrick Culliton (Alien), Nick Dimitri (Alien)

## Flaming Ice
- Prima televisiva: 3 marzo 1968

### Trama
- Guest star: Frank Babich (Frost Man), Richard Bull (dottore), Michael Pate (Gelid), George Robotham (Frost Man)

## Attack!
- Prima televisiva: 10 marzo 1968

### Trama
- Guest star: Denver Mattson (Alien), Marco López (membro dell'equipaggio), Skip Homeier (Robek), Kevin Hagen (Komal), Richard Bull (dottore), Troy Melton (Alien)

## Edge of Doom
- Prima televisiva: 17 marzo 1968

### Trama
- Guest star: Tyler McVey (Pentagon Officer)

## The Death Clock
- Prima televisiva: 24 marzo 1968

### Trama
- Guest star: Chris Robinson (Mallory), Richard Bull (dottore)

## No Way Back
- Prima televisiva: 31 marzo 1968

### Trama
- Guest star: William Beckley (maggiore John Andre), Barry Atwater (maggiore General Benedict Arnold), Henry Jones (Mr. Pem), Marco López (Radar)